# برجی‌خیل لنگور
برجی خیل لنگور، روستایی است از توابع بخش مرکزی شهرستان \1 در استان مازندران ایران.

## جمعیت
این روستا در دهستان فیضیه قرار دارد و براساس سرشماری مرکز آمار ایران در سال ۱۳۸۵، جمعیت آن ۷۲ نفر (۲۰خانوار) بوده‌است.